# Saraiella arcuata
Saraiella arcuata är en tvåvingeart som beskrevs av Vaillant 1981. Saraiella arcuata ingår i släktet Saraiella och familjen fjärilsmyggor.
Artens utbredningsområde är Frankrike. Inga underarter finns listade i Catalogue of Life.